# Räpina
Räpina (viruski: Räpinä, njemački: Rappin) je grad u okrugu Põlvamaa, jugoistočna Estonija. 
Räpina ima 2867 stanovnika (2009.) i površinu od 265,92 km².
Dvorac Sillapää se nalazi u Räpini. Sa svojom fasadom, zgrada je jedan od najboljih primjera neoklasične arhitekture u jugoistočnoj Estoniji. Seoska kuća je okružena parkom s više od 300 stabala i grmova. Osim toga, postoji i kasnobarokna luteranska crkva sv. Mihovila (posvećena 1785.) i pravoslavna crkva sv. Zaharija i sv. Elizabete izgrađena 1830. – 33., prethodna je izgorjela 1752.)
Gospodarski značajna je tvornica papira Räpina. 

## Vanjske poveznice
- Službene stranice (na estonskom)

|  | Zajednički poslužitelj ima još gradiva o temi Räpina |